# Bosniaken in Montenegro
Bosniaken sind eine ethnische Minderheit in Montenegro, die erstmals bei der Volkszählung 2003 erfasst wurde. Laut der letzten Volkszählung von 2011 betrug die Gesamtzahl der Bosniaken in Montenegro 53.605 oder 8,6 % der Bevölkerung. Bosniaken sind nach Montenegrinern und Serben die drittgrößte ethnische Gruppe des Landes.

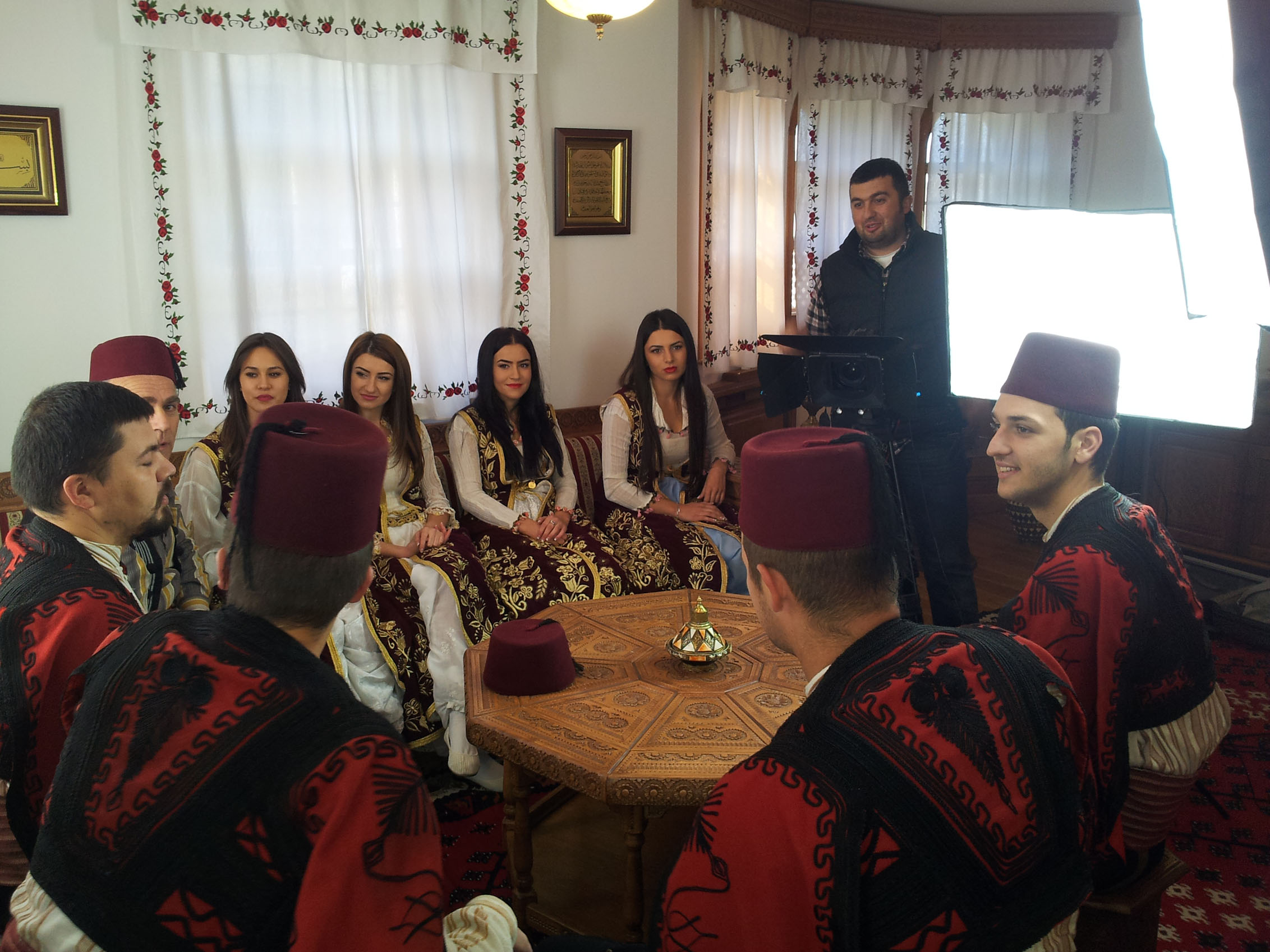
Bosniaken in Rožaje während Dreharbeiten für ein Musikvideo (2012)

Bosniaken leben hauptsächlich in der Region Sandžak im Norden Montenegros und stellen die Mehrheit der Bevölkerung in den vier Gemeinden Rožaje (83,91 %), Petnjica (83,02 %), Plav (56 %) und Gusinje (42,64 %).

## Geschichte
Es gibt kaum detaillierte Aufzeichnungen oder Quellen zur Geschichte der Ethnie in Montenegro.

### Königreich Bosnien

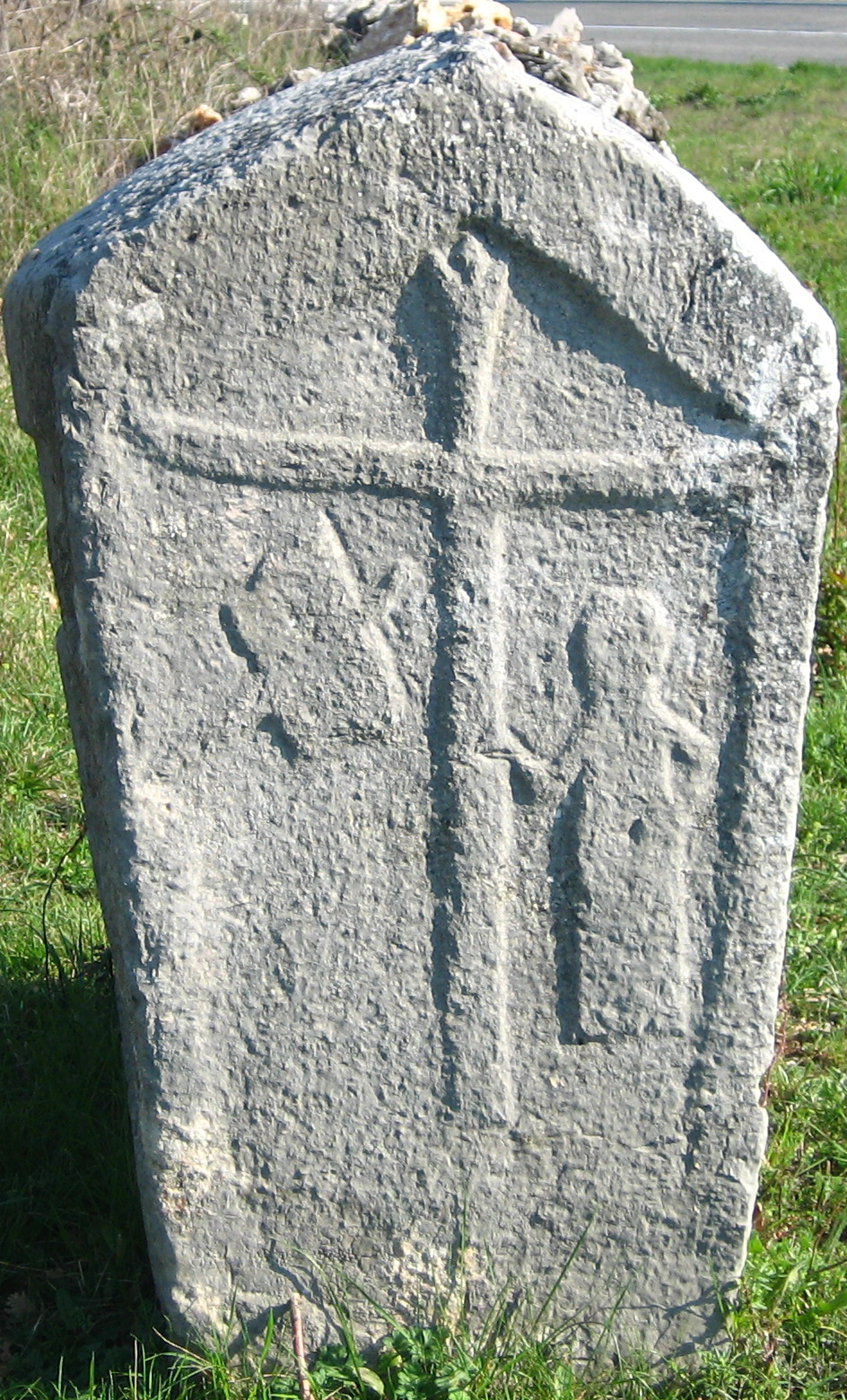
Die Stećci-Steine sind mittelalterliche Grabsteine der Bogumilen aus dem 12. bis 16. Jahrhundert, die in Bosnien und Herzegowina sowie angrenzenden Regionen vorkommen. (Kroatien, Montenegro und Serbien)

Unter Tvrtko I. hatte sich das Bosnische Königreich im 14. Jahrhundert bis auf Gebiete des heutigen Montenegro ausgedehnt. Die Bosniaken wurden damals Bošnjanin genannt. Bis heute gibt es Überreste des Bosnischen Königreiches, die in Montenegro verstreut sind. Ein Beispiel dafür sind die Stećci-Steine, die im ganzen Land verteilt sind.
Nach dem Fall des Bosnischen Königreiches übernahmen die Osmanen die Kontrolle über die Gebiete, wodurch viele Bosniaken im Laufe der Zeit den Islam annahmen. Dies hatte viele historische Gründe, darunter die Tatsache, dass die Bosnier eine unabhängige Kirche (Bosnische Kirche) hatten und es zahlreiche Kreuzzüge gegen sie gab. Außerdem ähnelten ihre Glaubensweisen in vielen Punkten dem Islam.

### Osmanische Herrschaft im Sandzak
Durch die osmanische Besatzung entstand die Region Sandžak, die sich im heutigen serbisch-montenegrinischen Grenzgebiet befindet. Diese Region gehörte zu den Gebieten, die am längsten unter osmanischer Kontrolle standen, und oft eng mit Bosnien verbunden war. Im Osmanischen Reich war der Sandžak oft autonom und mit Bosnien als Teil des Vilâyet Bosnien verbunden. Aufgrund der osmanischen Kontrolle war der Sandžak ein sicherer Zufluchtsort für die Bosniaken.
Ein weiterer Teil der Bosniaken im Süden des Sandžak (das im Norden Montenegros liegt) stammt ursprünglich aus den Regionen Alt-Montenegro und Alt-Herzegowina. Sie verließen diese Gebiete erstmals 1688, nachdem das Osmanische Reich die Bucht von Kotor verloren hatte. Ein weiterer Faktor, der die Migration aus Alt-Montenegro in den Sandžak vorantrieb, war die Abwanderung der orthodoxen Bevölkerung aus dem Sandžak in zwei Wellen nach Serbien und in die Habsburgermonarchie (in die Vojvodina) – zunächst nach 1687 und später nach 1740.
Die letzten Auswanderungswellen der Bosniaken in den Sandžak kamen aus verschiedenen anderen Regionen und Kriegen. Einige Bosniaken kamen nach 1687 aus Slawonien, als die Osmanen im Österreichisch-Osmanischen Krieg alle Gebiete nördlich der Save verloren. Viele andere kamen nach 1876 aus der Herzegowina, nachdem es dort einen von Serben organisierten Aufstand gegen Österreich-Ungarn und seine muslimischen Untertanen gegeben hatte. Kurz darauf folgte eine weitere Welle aus Bosnien und Herzegowina, als der Vertrag vom Berliner Kongress 1878 das Vilajet Bosnien unter die tatsächliche Kontrolle Österreich-Ungarns stellte. Die letzte Welle aus Bosnien folgte 1908, als Österreich-Ungarn Bosnien offiziell annektierte.

### Balkankrieg und der Erste Weltkrieg
Während des Ersten Balkankrieges (1912–1913) und des Ersten Weltkriegs (1914–1918) erlebten die Bosniaken in Montenegro erhebliche Unruhen. Der Balkankrieg führte zu Gewalt und Vertreibungen, wodurch viele Bosniaken zur Auswanderung aus dem Sandžak gezwungen wurden, als das Königreich Montenegro osmanische Gebiete einnahm. Im Ersten Weltkrieg kämpfte Montenegro gegen die Mittelmächte, was weitere Unsicherheiten und wirtschaftliche Not für die Bosniaken brachte. Trotz dieser schwierigen Zeiten bewahrten sie ihre kulturelle Identität und Gemeinschaft und kämpften zusammen mit Montenegro gegen Österreich-Ungarn aufgrund der Annexion Bosniens.

### Zweiter Weltkrieg
Während des Zweiten Weltkriegs erlebten die Bosniaken in Montenegro große Herausforderungen. Zwischen 1941 und 1943 war Montenegro von Italien besetzt, danach übernahm Nazi-Deutschland bis 1944 die Kontrolle. Die Region war geprägt von politischen Unruhen, Widerstandsbewegungen und militärischen Konflikten. Die Bosniaken sahen sich vor allem durch die Tschetniks mit Gewalt und Vertreibungen konfrontiert. Die meisten Bosniaken kämpften für die Partisanen, jedoch schlossen sich einige auch den Achsenmächten an, um ihre Dörfer und Städte vor ethnischen Vertreibungen zu schützen, was zur Bildung der „Muslimanska milicija Sandžaka“ führte, eine Miliz mit ca. 2000 Soldaten. Trotz dieser widrigen Umstände bewahrten sie ihre kulturelle Identität und Gemeinschaft.

### Sozialistisches Jugoslawien
Während des kommunistischen Jugoslawiens (1945–1992) erlebten die Bosniaken in Montenegro erhebliche Veränderungen. Unter Tito wurde Jugoslawien in eine sozialistische Föderation umgewandelt, und Montenegro wurde eine der sechs Teilrepubliken. Die Bosniaken sahen sich mit der Unterdrückung nationaler Identitäten konfrontiert, um eine einheitliche jugoslawische Identität zu fördern. Ihre religiösen und kulturellen Praktiken wurden eingeschränkt, viele Moscheen und Schulen geschlossen, und der Ausdruck ihrer Identität stark reglementiert. Trotz dieser Repressionen bewahrten die Bosniaken ihre kulturelle Identität innerhalb ihrer Gemeinschaften.
Die wirtschaftliche Lage verbesserte sich teilweise durch Industrialisierung, jedoch blieb Montenegro im Vergleich zu anderen Teilen Jugoslawiens unterentwickelt. Die Bosniaken hatten begrenzten Zugang zu politischen und wirtschaftlichen Ressourcen, was ihre soziale und wirtschaftliche Situation erschwerte. In den 1980er Jahren forderten die Bosniaken zunehmend ihre nationalen und religiösen Rechte ein. Dank der politischen Haltung von Alija Izetbegović, der sich stark für die Rechte der Bosniaken einsetzte, kam es allmählich zu Verbesserungen. Izetbegović hielt Reden im gesamten Sandžak und Bosnien und kämpfte für die Rechte der Bosniaken in Montenegro und Serbien. Seine Bemühungen trugen dazu bei, das Bewusstsein für die Anliegen der Bosniaken zu schärfen und ihre kulturelle und religiöse Identität zu stärken.

### Auflösung Jugoslawiens

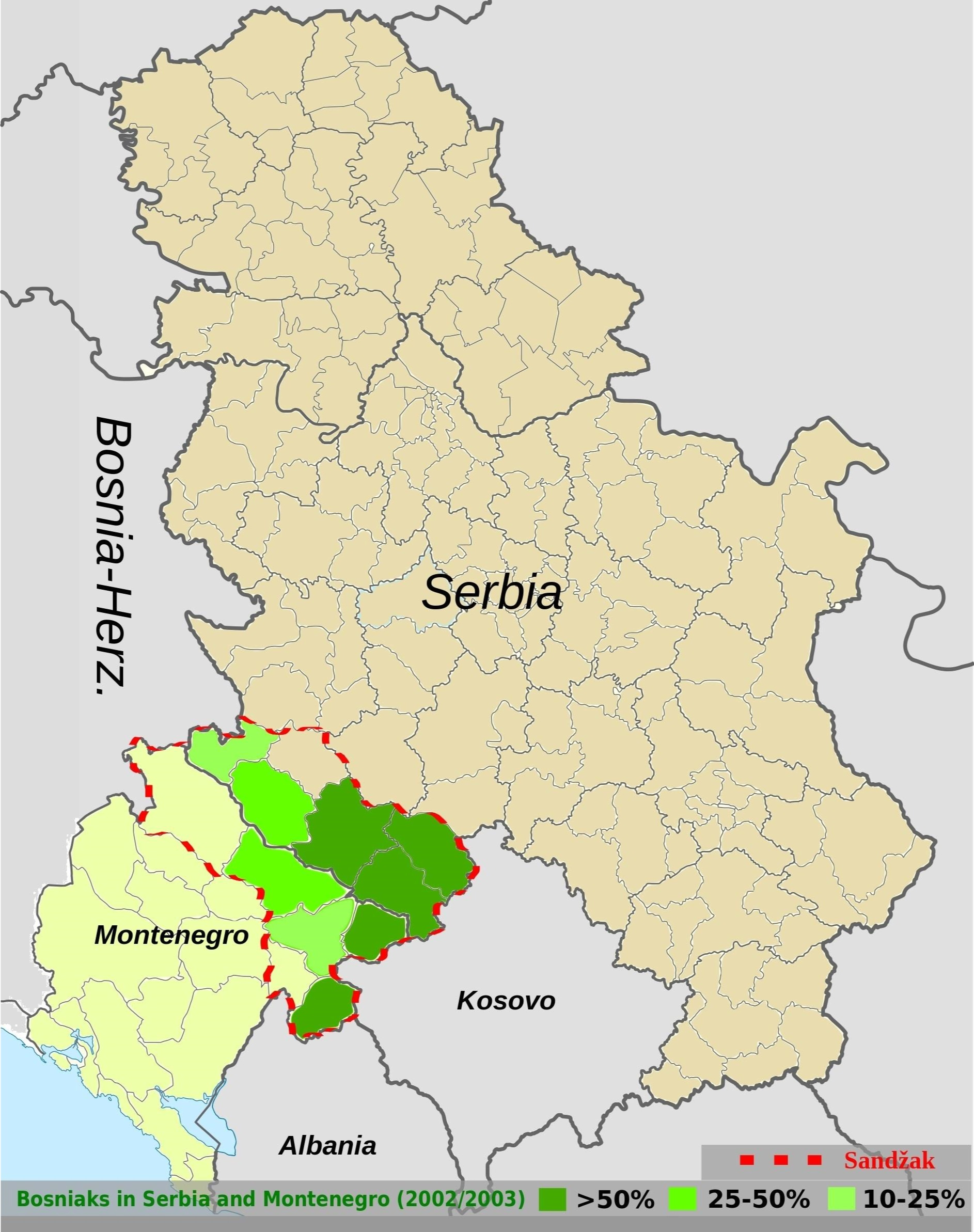
Bosniaken aus Serbien und Montenegro innerhalb der geteilten Region Sandschak (gestrichelte rote Linie).

Zum Zeitpunkt der Auflösung der SFRJ und der Gründung der Bundesrepublik Jugoslawien (1992) wurden die interethnischen Beziehungen in Montenegro sehr komplex. Das gesellschaftliche Leben in den nördlichen Regionen Montenegros fand im Schatten des Krieges im benachbarten Bosnien und Herzegowina statt. Ende 1993 fand in Sarajevo die Erste Bosniaken-Versammlung statt, um die Muslime in der Republik Bosnien und Herzegowina und im Sandžak als ethnische Bosniaken zu benennen. Während der Jugoslawischen Zeit war die bosnische Ethnie nicht im Land anerkannt worden; Menschen konnten sich nur als muslimische Kroaten, Serben oder ethnische Muslime identifizieren. Als Folge der Entscheidung der Versammlung von Sarajevo traten in den Reihen der damaligen Partei der Demokratischen Aktion Montenegros (SDACG) unterschiedliche Meinungen über ihre Umsetzung innerhalb Montenegros auf: Während Befürworter begannen, sich als ethnische Bosniaken zu bezeichnen, bezeichneten sich die Gegner einer solchen Umbenennung weiterhin als ethnische Muslime.
Unter diesen Umständen geriet das politische Leben der montenegrinischen Bosniaken Anfang 1994 in eine tiefe Krise, da damals ein großer Teil der Führung der SDACG wegen staatsfeindlicher Aktivitäten verhaftet wurde. Ende desselben Jahres, nach Abschluss des Gerichtsverfahrens, wurden einige der Anführer der SDACG zu langen Haftstrafen verurteilt, darunter auch Harun Hadžić, der damalige Präsident der SDACG. Danach kam die Parteiaktivität fast zum Erliegen und unter den Bosniaken in Montenegro herrschte politische Apathie.
Vor den außerordentlichen Parlamentswahlen in Montenegro im Herbst 2002 zeigten sich die Bosniaken gespalten. Verschiedene Parteien traten in zwei Koalitionen zu den Wahlen an. Die erste Gruppe namens „Bošnjačka demokratska koalicija – Harun Hadžić“ (BDK), die sich für die Unabhängigkeit des Sandžaks einsetzte, wurde von der Partei „Internacionalna demokratska unija“ (IDU) angeführt und erhielt nur 2480 (0,7 %) Stimmen. Die zweite Gruppe, die „Bošnjačka koalicija“ (BK), die sich für die Unabhängigkeit Montenegros starkmachte, wurde von der Partei „Stranka demokratske akcije Crne Gore“ (SDACG) angeführt und erhielt nur 2173 (0,6 %) Stimmen. Dieses doppelte Scheitern der bosniakischen Parteien, die sich am Vorabend der Wahlen in der Frage der Unabhängigkeit Montenegros uneinig waren, war eine letzte Warnung und ein Aufruf, einen internen Dialog zwischen allen bosniakischen politischen, kulturellen und anderen sozialen Faktoren zu beginnen.
Aufgrund der häufigen Spaltungen und Uneinigkeit zwischen den bosniakischen Parteien wandte sich ein erheblicher Teil der bosniakischen Wählerschaft an die regierende Demokratische Partei der Sozialisten Montenegros unter der Führung von Milo Đukanović, die sich immer offener für die Unabhängigkeit Montenegros einsetzte. Die Förderung der Idee der staatlichen Unabhängigkeit stellte für das bosniakische Volk in Montenegro eine große Herausforderung dar, da eine solche Politik zur staatspolitischen Trennung der Bosniaken in Montenegro von ihren Landsleuten im benachbarten Serbien führte. Einige der bosniakischen Führer erkannten die Gefahr der Teilung des Sandžak und der Verlegung der zwischenstaatlichen Grenze mitten im bosniakischen ethnischen Raum und erklärten sich gegen alle staatspolitischen Spaltungen, die zu einer weiteren Fragmentierung und Marginalisierung des bosniakischen Volkes in der Region führen würden. Im Gegensatz dazu begann ein anderer Teil der bosniakischen Vorkämpfer, die dem herrschenden Regime nahe standen, die Idee eines unabhängigen Montenegro zu unterstützen, in dem die Bosniaken den Status einer konstituierenden Nation erhalten würden.

### Unabhängigkeit Montenegros
Das Unabhängigkeitsreferendum fand im Mai 2006 statt. Um die Bosniaken für die Unabhängigkeit Montenegros zu gewinnen, bemühte sich das montenegrinische Regime intensiv, alle Befürworter der Unabhängigkeit unter den Bosniaken in Montenegro zu vereinen. Dies führte zur Gründung einer bosniakischen Partei, die am 23. März 2006 das Podgorica-Abkommen mit der regierenden Demokratischen Partei der Sozialisten Montenegros schloss. Daraufhin wurden die montenegrinischen Bosniaken aufgefordert, sich beim Referendum für die Unabhängigkeit auszusprechen. In der bosniakischen Öffentlichkeit entstand der Eindruck, dass eine Einigung erzielt worden sei, wonach die Bosniaken im unabhängigen Montenegro als konstituierendes Volk anerkannt würden. Einige bosniakische politische Führer bemerkten jedoch, dass die höchsten Vertreter der staatlichen Behörden verbindliche Erklärungen zur bosniakischen Verfassungsmäßigkeit vermieden, und warnten vor unverbindlichen Versprechen. Daher wurde im Frühjahr 2006 der bosniakische Block gegründet, der sich gegen die staatspolitische Teilung Sandžaks und die weitere Zersplitterung des bosniakischen Volkes in der Region aussprach. Der bosniakische Nationalrat unterstützte die Initiative zur Erhaltung der staatspolitischen Einheit der Bosniaken in beiden Teilen von Sandžak, ausgehend von Novi Pazar.

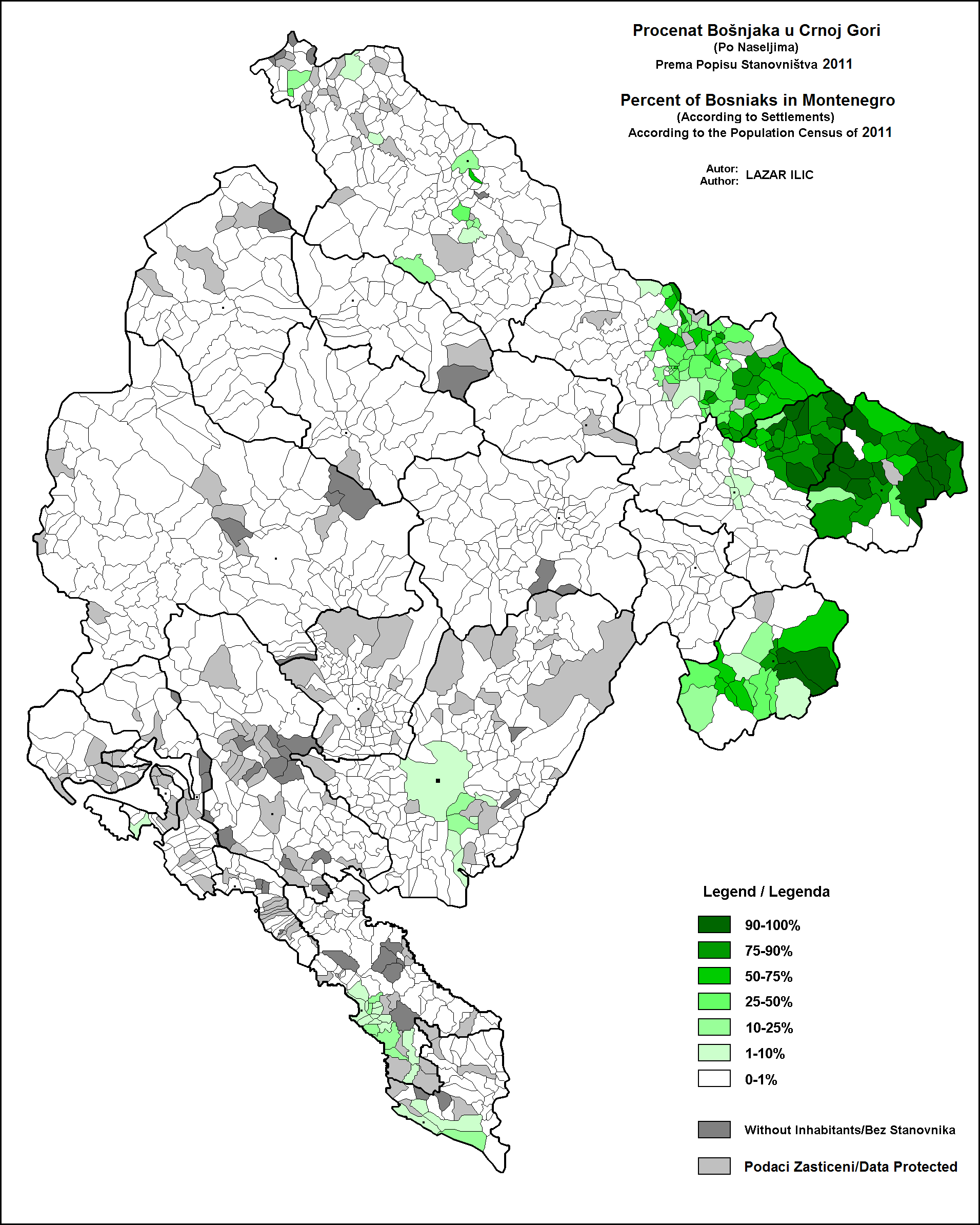
Anteil der Bosniaken in Montenegro nach Siedlungen 2011.

Die Bosniaken in Montenegro befanden sich am Vorabend des Referendums zwischen der bosniakischen Partei, die sich für ein unabhängiges Montenegro einsetzte, und dem bosniakischen Block, der sich gegen die Teilung von Sandžak aussprach. Obwohl das Referendum über die Unabhängigkeit Montenegros dank der Stimmen der Bosniaken, die sich mit überwältigender Mehrheit für die Unabhängigkeit aussprachen, erfolgreich war, wurde bald klar, dass die herrschenden Parteien in Montenegro nicht die Absicht hatten, ihre Versprechen gegenüber den Bosniaken einzulösen.
Bei der Verabschiedung der neuen Verfassung Montenegros im Herbst 2007 wurden die Bosniaken nicht als konstituierendes Volk anerkannt. In der Zwischenzeit gab auch die regierungstreue bosniakische Partei den Kampf um einen bosniakischen Wahlkreis auf, um sich an der Regierung zu beteiligen, während die meisten Führer des bosniakischen Blocks aufgrund unterschiedlichen Drucks gezwungen waren, Montenegro zu verlassen. Heute sind die Bosniaken in Sandžak in zwei Teile aufgeteilt: den nördlichen Teil, der zu Serbien gehört, und den südlichen Teil, der zu Montenegro gehört. Diese Grenze trenne Familien, Dörfer, das Volk und erschwert die politische Zusammenarbeiten der Bosniaken im Sandžak.

## Religion
Heute sind die meisten Bosniaken überwiegend sunnitische Muslime und gehören der hanafitischen Denk- und Rechtsschule an, der größten und ältesten Rechtsschule innerhalb des sunnitischen Islam.

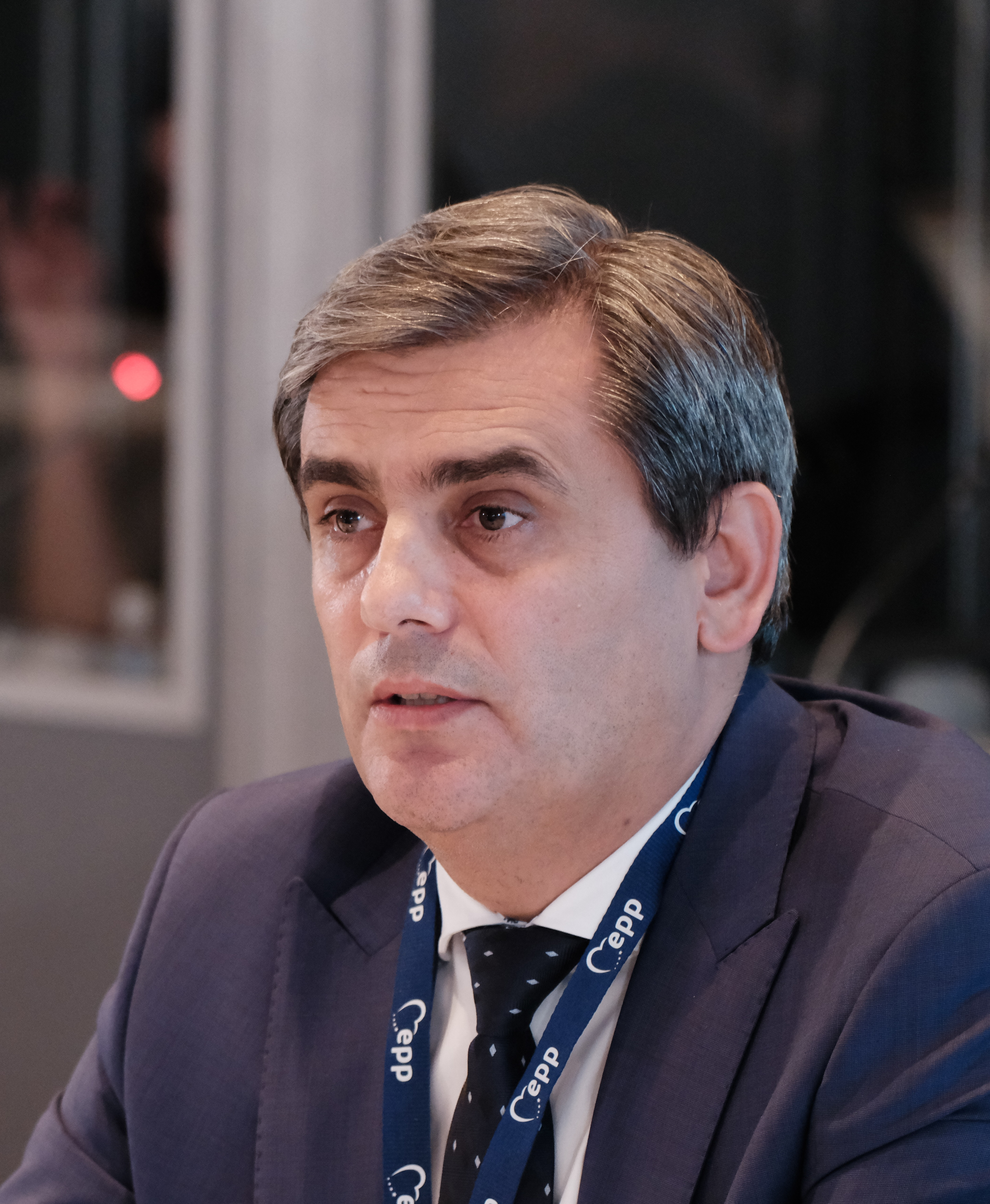
Ervin Ibrahimović 2021

## Politik
- Die wichtigste politische Partei der Bosniaken ist die Bošnjačka stranka (Bosniakische Partei; BS) unter der Führung von Ervin Ibrahimović. Die Partei erlangte bei der Parlamentswahl 2023 sechs Sitze.[29]
- Außerdem gibt es in Montenegro die Stranka pravde i pomirenja (Partei für Gerechtigkeit und Versöhnung; SPP), die von Hazbija Kalač geführt wird.[30]

## Persönlichkeiten
- Senidah (* 1985), Sängerin
- Sead Šehović (* 1989), Basketballspieler
- Suad Šehović (* 1987), Basketballspieler
- Elsad Zverotić (* 1986), Fußballspieler
- Sead Kolašinac (* 1993), Fußballspieler
- Dženan Pejčinović (* 2005), Fußballspieler
- Dženan Radončić (* 2005), Fußballspieler
- Sead Hakšabanović (* 1999), Fußballspieler
- Sabiha Gökçen (1913–2001), Kampfpilotin
- Hersekoğlu Ahmed Pascha (um 1456–1517), Staatsmann